# António Ramos Moniz Corte Real
 António Ramos Moniz Corte Real  (Ilha Terceira, Açores, Portugal, 1835 — Ilha Terceira, Açores, Portugal, 20 de Maio de 1878) foi um jornalista português e o fundador e redactor do jornal semanário "O Correio da Terceira".